# Вулси, Сара Чонси
Сара Чонси Вулси (29 января 1835 — 9 апреля 1905) — американский автор детской литературы, писавшая под псевдонимом Сьюзан Кулидж.

## Биография
Вулси родилась 29 января 1835 года в Кливленде, штат Огайо, в богатой, влиятельной семье Джона Мамфорда Вулси (1796—1870) и Джейн Эндрюс. Поэтесса Гамаль Вулси была её племянницей.  В 1852м году семья переехала во Нью-Хейвен, штата Коннектикут.
Вулси работала медсестрой во время Гражданской войны (1861—1865), а после начала писать. Она никогда не была замужем и до самой смерти проживала в Ньюпорте, Род-Айленд. Она издала «Автобиографию и переписку с миссис Делани» (1879) и «Дневник и письма Фанни Берни» (1880).
Вулси наиболее известна благодаря детской повести «Что Кейти делала» (1872). Семья Карр из произведения вдохновлена собственной семьёй писательницы, а героиню Кэти Карр она писала с себя. Прототипами других героев также стали её четыре младших брата и сестры: Джейн Эндрюс Вулси (родился 25 октября 1836 года) вышла замуж за преподобного Генри Альберта Ярдли; Элизабет Дуайт Вулси (24 апреля 1838—1910) стала супругой Дэниела Койта Гилмана; Теодора Уолтона Вулси (родилась 7 сентября 1840 года), Уильям Уолтон Вулси (родился 18 июля 1842 года) женился на Кэтрин Бакингем-Конверс, дочери Чарльза Кливленда Конверса.

## Произведения
На счету Сьюзан Кулидж множество произведений, изданных также после смерти автора. Здесь приведён не полный список её произведений.

### Книги
Серия про Кэти
- 1872: Что Кэти делала[5]
- 1873: Что Кэти делала в школе[6]
- 1886: Что Кэти делала потом[7]
- 1888: Кловер[8]
- 1890: In the High Valley

Внесерийные произведения
- 1871: New-Year’s Bargain, Сказки под редакцией Луизы Мэй Олкотт
- 1874: Mischief’s Thanksgiving, and other stories
- 1874: Little Miss Mischief, and other stories
- 1875: Nine Little Goslings
- 1875: Curly Locks
- 1876: For Summer Afternoons — сказки
- 1879: Eyebright
- 1880: Verses[9][10]
- 1880: A Guernsey lily
- 1881: Cross Patch, and other stories — на основе сказок Матушки Гусыни
- 1883: A Round Dozen, опубликовано by Roberts Brothers; B. J. Parkhill & Co., Printers, Boston, U.S.A.
- 1884: Toinette and the Elves
- 1885: A Little Country Girl
- 1886: One day in a baby’s life (основана по книге француза М. Арно, проиллюстрирована Фирмином Буссе, издана Roberts Brothers, Бостон, 1886. 31 страниц)
- 1887: Ballads of Romance and History
- 1887: A Short History of the City of Philadelphia from its foundation to the present time
- 1888: Cross Patch, and other stories — на основе сказок Матушки Гусыни
- 1889: A Few More Verses (verse)
- 1889: Just Sixteen
- 1890: The Day’s Message
- 1892: Rhymes and Ballads for Girls and Boys
- 1893: The Barberry Bush (рассказы)
- 1894: Not Quite Eighteen
- 1895: An Old Convent School In Paris
- 1899: A little knight of labor
- 1900: Little Tommy Tucker
- 1900:Two Girls
- 1901: Little Bo-Beep
- 1902: Дядя и тётя (Uncle and Aunt)
- 1904: The Rule of Three
- 1906: Last Verses [With a biographical sketch of the author signed: E. D. W. G.]
- 1906: A Sheaf of Stories
- ????: Twilight Stories (как помощник)[11][12]